# Andinsk topptyrann
Andinsk topptyrann (Myiarchus cephalotes) är en fågel i familjen tyranner inom ordningen tättingar.

## Utseende och läte
Andinsk topptyrann är en medelstor, färglös tyrann utan särskilt många särskiljande kännetecken. Arten är övervägande brunaktig ovan med ljust vitaktigt på strupe och övre delen av bröstet, övergående till ljust citrongult på buken. Noterbart är ljust gulaktiga kanter på yttre stjärtmennorna. Lätet beskrivs som "pip" och sången är fyllig med fallande "weer".

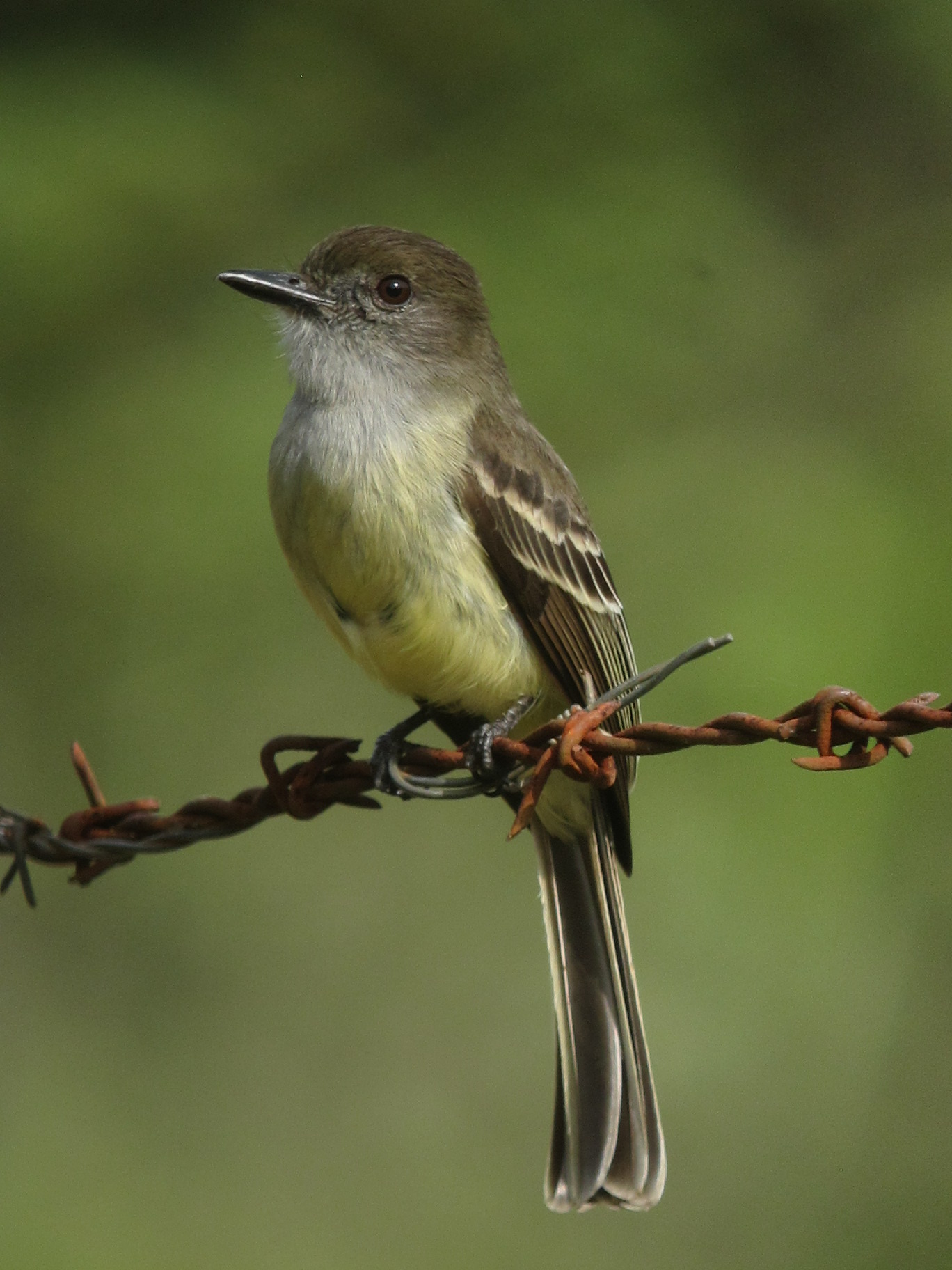

## Utbredning och systematik
Andinsk topptyrann delas in i två underarter:
- Myiarchus cephalotes caribbaeus – förekommer i bergsområden i norra Venezuela (Trujillo och Lara till Sucre)
- Myiarchus cephalotes cephalotes – förekommer i Anderna från Colombia och västra Venezuela till västra Bolivia

## Levnadssätt
Andinsk topptyrann hittas i molnskog och skogsbryn på mellan 1100 och 2400 meters höjd. Den ses enstaka eller i par, vanligen i skogens nedre eller mellersta skikt, men även i trädtaket.

## Status
Arten har ett stort utbredningsområde och beståndet anses stabilt. Internationella naturvårdsunionen IUCN listar den därför som livskraftig (LC).